# 1986-os Formula–1 spanyol nagydíj
Az 1986-os Formula–1-es világbajnokság második futama a spanyol nagydíj volt.

## Futam
| Helyezés | Rajtszám | Versenyző          | Csapat/Motor           | Futott körök | Idő/Kiesés oka    | Rajthely | Pontszám |
| -------- | -------- | ------------------ | ---------------------- | ------------ | ----------------- | -------- | -------- |
| 1        | 12       | Ayrton Senna       | Lotus-Renault          | 72           | 1:48:47,735       | 1        | 9        |
| 2        | 5        | Nigel Mansell      | Williams-Honda         | 72           | + 0,014           | 3        | 6        |
| 3        | 1        | Alain Prost        | McLaren-TAG            | 72           | + 21,552          | 4        | 4        |
| 4        | 2        | Keke Rosberg       | McLaren-TAG            | 71           | + 1 kör           | 5        | 3        |
| 5        | 19       | Teo Fabi           | Benetton-BMW           | 71           | + 1 kör           | 9        | 2        |
| 6        | 20       | Gerhard Berger     | Benetton-BMW           | 71           | + 1 kör           | 7        | 1        |
| 7        | 18       | Thierry Boutsen    | Arrows-BMW             | 68           | + 4 kör           | 19       |          |
| 8        | 16       | Patrick Tambay     | Lola-Hart              | 66           | + 6 kör           | 18       |          |
| Kiesett  | 11       | Johnny Dumfries    | Lotus-Renault          | 52           | Váltó             | 10       |          |
| Kiesett  | 3        | Martin Brundle     | Tyrrell-Renault        | 41           | Motorhiba         | 12       |          |
| Kiesett  | 26       | Jacques Laffite    | Ligier-Renault         | 40           | Féltengely        | 8        |          |
| Kiesett  | 17       | Marc Surer         | Arrows-BMW             | 39           | Üzemanyagrendszer | 22       |          |
| Kiesett  | 6        | Nelson Piquet      | Williams-Honda         | 39           | Motorhiba         | 2        |          |
| Kiesett  | 8        | Elio de Angelis    | Brabham-BMW            | 29           | Váltó             | 15       |          |
| Kiesett  | 25       | René Arnoux        | Ligier-Renault         | 29           | Féltengely        | 6        |          |
| Kiesett  | 27       | Michele Alboreto   | Ferrari                | 22           | Kerékcsapágy      | 13       |          |
| Kiesett  | 4        | Philippe Streiff   | Tyrrell-Renault        | 22           | Motorhiba         | 20       |          |
| Kiesett  | 22       | Christian Danner   | Osella-Alfa Romeo      | 14           | Motorhiba         | 23       |          |
| Kiesett  | 28       | Stefan Johansson   | Ferrari                | 11           | Fékek             | 11       |          |
| Kiesett  | 21       | Piercarlo Ghinzani | Osella-Alfa Romeo      | 10           | Motorhiba         | 21       |          |
| Kiesett  | 7        | Riccardo Patrese   | Brabham-BMW            | 8            | Váltó             | 14       |          |
| Kiesett  | 23       | Andrea de Cesaris  | Minardi-Motori Moderni | 1            | Differenciálmű    | 24       |          |
| Kiesett  | 14       | Jonathan Palmer    | Zakspeed               | 0            | Baleset           | 16       |          |
| Kiesett  | 15       | Alan Jones         | Lola-Hart              | 0            | Baleset           | 17       |          |
| Kiesett  | 24       | Alessandro Nannini | Minardi-Motori Moderni | 0            | Differenciálmű    | 25       |          |

## Statisztikák
Vezető helyen:
- Ayrton Senna: 49 (1-39 / 63-72)
- Nigel Mansell: 23 (40-62)

Ayrton Senna 3. győzelme, 9. pole-pozíciója, Nigel Mansell 3. leggyorsabb köre.
- Lotus 76. győzelme.